# Ugo Riccarelli
Ugo Riccarelli, né le 3 décembre 1954 à Cirié, dans la province de Turin au Piémont – mort à Rome le 21 juillet 2013, est un écrivain et poète italien.

## Biographie
Né à Cirié, dans la province de Turin, fils de parents d'origine toscane, Ugo Riccarelli fréquente la faculté de philosophie rattachée à l'Université de Turin.
Il a travaillé au service presse de la commune de Pise. Il vivait et travaillait à Rome.
Ses œuvres sont traduites en français, espagnol, anglais, allemand, néerlandais, albanais, lituanien, hébreu et coréen.

## Œuvres
- Le Scarpe appese al cuore, Feltrinelli, 1995Vainqueur du Prix Littéraire Chianti 1996. Il est republié par
- Stranamore
- Un nommé Schulz, Éditions Denoël, collection Denoël & d'ailleurs, 2000 (Un uomo che forse si chiamava Schulz, Piemme, 1998), trad. Joseph MontfortL'édition italienne a gagné le Prix Selezione Campiello 1998 ; l'édition française le prix WIZO Européen 2001 ; l'édition française a été rééditée en 2002 par 10/18, collection Domaine étranger.
- Stramonio, Piemme, 2000réédité en 2006 par Einaudi Stile Libero
- Une douleur parfaite, France Loisirs, 2005 (Il dolore perfetto, Mondadori, 2004), trad. Nathalie BauerVainqueur de la 58e édition du Prix Strega en 2004 ; Prix Campiello Europe en 2006
- Un mare di nulla, Mondadori, 2006
- Pensieri crudeli, Perrone, 2006
- Comallamore, Mondadori, 2009
- Diletto, Voland, 2009
- La Repubblica di un solo giorno, Mondadori, 2011
- Ricucire la vita, Piemme, 2011
- L’Ange de Coppi, 2013 (L'Angelo di Coppi, Mondadori, 2001)